# Ultimate Queen
Ultimate Queen es una caja recopilatoria de la banda británica Queen. Publicado el 13 de noviembre de 1995 a través de Parlophone Records.

## Lanzamiento
La caja recopilatoria es una cabina mountable de pared que incluye 20 CDs, presentando sus 15 álbumes de estudio y 3 en vivo desde 1973 hasta 1995 (excluyendo sus 3 álbumes de grandes éxitos: Greatest Hits, Greatest Hits II, Greatest Hits III y Queen at the Beeb). La caja fue publicada el 13 de noviembre de 1995, una semana después de que Made in Heaven fuese publicado, y fue limitado hasta sólo 15,000 cajas mundialmente. 3000 cajas fueron disponibles en el Reino Unido, 1850 en Alemania, 1200 en Australia, 1000 para los países de Benelux, 1000 en Brasil, 900 en Japón, y también fue publicado en Estados Unidos.

## Contenido
La caja recopilatoria contiene:
- Queen (1973) – 38:43
- Queen II (1974) – 40:43
- Sheer Heart Attack (1974) – 38:56
- A Night at the Opera (1975) – 43:05
- A Day at the Races (1976) – 44:15
- News of the World (1977) – 39:15
- Jazz (1978) – 44:40
- Live Killers (1979) – 89:53
- The Game (1980) – 35:37
- Flash Gordon (1980) – 35:11
- Hot Space (1982) – 43:34
- The Works (1984) – 37:12
- A Kind of Magic (1986) – 40:32
- Live Magic (1986) – 49:12
- The Miracle (1989) – 41:17
- Innuendo (1991) – 53:52
- Live at Wembley '86 (1992) – 111:09
- Made in Heaven (1995) – 70:16